# Kotlina Bałchasko-Ałakolska

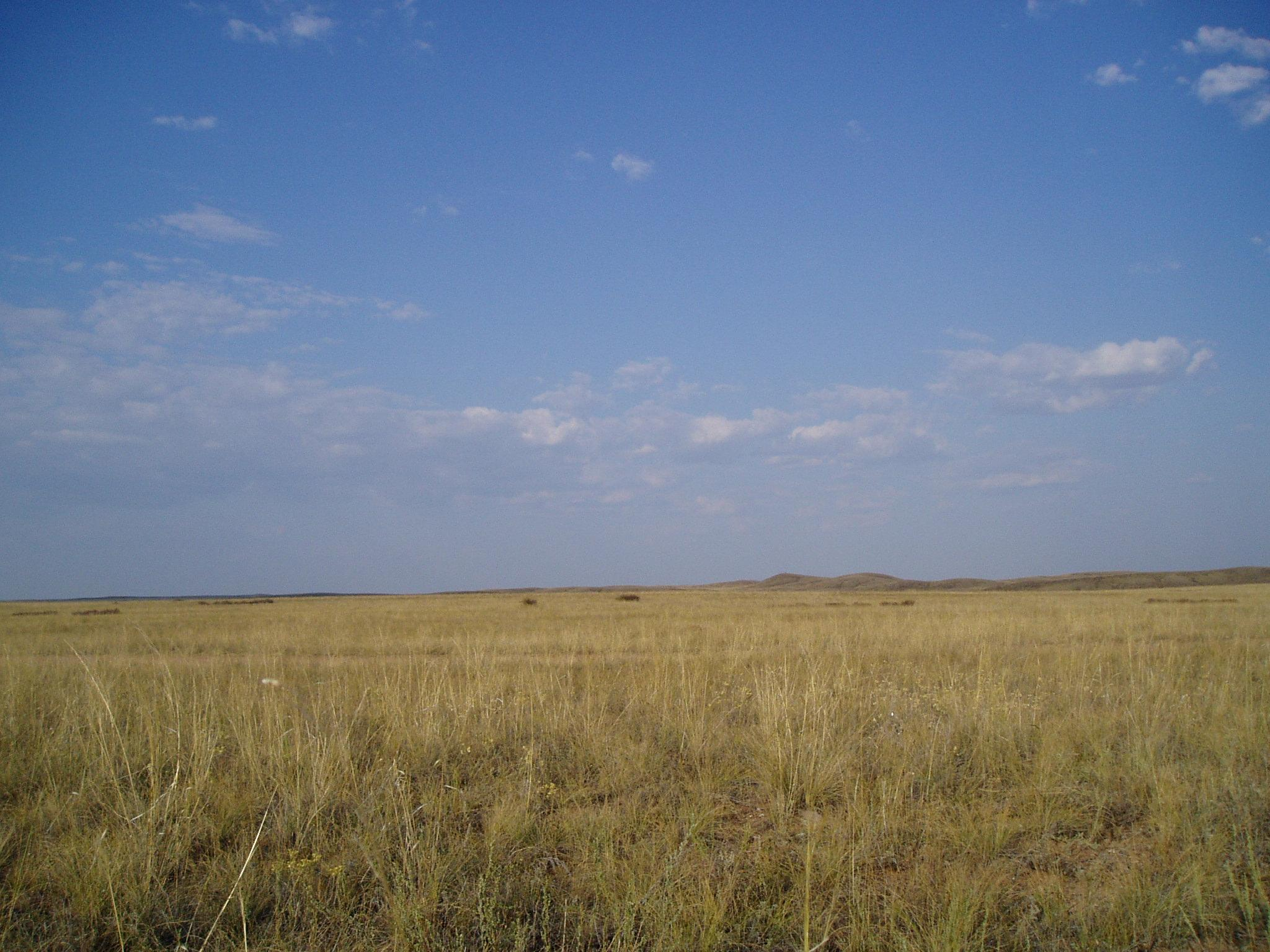
Step w okolicach Bałchasza

Kotlina Bałchasko-Ałakolska (ros. Балхаш-Алакольская (Алакульская) котловина, Bałchasz-Ałakolskaja (Ałakulskaja) kotłowina) – rozległa kotlina we wschodnim Kazachstanie i w zachodnich Chinach.
Kotlina Bałchasko-Ałakolska ma kształt nieregularnej elipsy o dłuższej osi wschód-zachód. Jest otoczona przez Pogórze Kazachskie od zachodu i północy oraz przez należące do Tienszanu pasma górskie Majżaryłgan, Góry Czu-Ilijskie, Małajsary, Dżungarski Ałatau od południa. Wschodnia część kotliny nosi nazwę doliny Emin (jej wschodni kraniec leży już na terenie Chin) i jest zamknięty przez pasma górskie Tarbagataj od północy oraz Ba'erluke i Musitaoling od południa. Na południowym wschodzie Brama Dżungarska łączy Kotlinę Bałchasko-Ałakolską z Kotliną Dżungarską.
Dno kotliny leży na wysokości od 342 m n.p.m. (brzeg jeziora Bałchasz) do 756 m n.p.m. (wzgórza między jeziorami Bałchasz i Sasykköl), przeciętnie 600 m n.p.m. Wzdłuż zachodniej i północnej krawędzi Kotliny rozciąga się jezioro Bałchasz. Na południe od niego leży szereg piaszczystych pustyń: Taukum, Saryjesyk Atyrau, Mojynkum i Żamankum. Pustynie są pocięte dolinami rzek spływających z Tienszanu do Bałchaszu: Ili, Karatał, Aksu i Lepsy. Wschodni kraniec kotliny zajmuje górski Step Doliny Emin, wśród którego leżą jeziora Sasykköl i Ała-kol, otoczone bagniskami.
Kotlina Bałchasko-Ałakolska jest pochodzenia tektonicznego – stanowi szeroki przełom, zapełniony piaszczystymi osadami rzecznymi. Piaski są uformowane w na pół utrwalone roślinnością wydmy wysokości do 30 m. Gleby bure, szaroziemy, sołonczaki. Klimat kontynentalny, suchy (135–200 mm opadów rocznie).
Kotlina Bałchasko-Ałakolska jest bardzo rzadko zaludniona. Osiedla skupiają się na północnym wybrzeżu Bałchaszu i na południowym obrzeżu Kotliny, u stóp gór. Części pustynne są bezludne. Część gruntów zajmują pastwiska. Kotlinę przecinają droga kołowa i linia kolejowa z Ałmaty do Semipałatyńska.